# Panchlora isoldae
Panchlora isoldae es una especie de cucaracha del género Panchlora, familia Blaberidae. Fue descrita científicamente por Lopes & Oliveira en 2000.

## Distribución
Habita en Brasil.